# Противолодочные катера проекта 133
Пограничные катера на подводных крыльях проекта 133 «Антарес», по классификации НАТО — Muravey-class patrol boat — пограничные катера на подводных крыльях, предназначенные для перехвата быстроходных целей, несения погранично-сторожевой службы.
Всего на Феодосийском судостроительном заводе «Море» было построено 12 катеров.

## Описание
В 1970-х годах специально для морских пограничных частей КГБ СССР был разработан новый тип корабля — проект 133 «Антарес», главной отличительной чертой данных катеров стали подводные крылья и наличие двух газотурбинных двигателей. Строительство осуществлялось на Феодосийском Производственном Объединении «Море».
Катер оснащался стационарной автоматически управляемой крыльевой системой. Главная силовая установка была двухвальной и включала два 10 000-сильных газотурбинных двигателя М-70 для движения на крыльях и три дизеля для обеспечения энергопитания. Максимальная скорость катера составляла 61 узел. В двухъярусной надстройке размещались ходовая, штурманская и радио рубки, центральный и боевые посты. В задней кормовой части надстройки — шахты воздухозабора и две выхлопные трубы.
Катер оснащался РЛС общего обнаружения МР-220 «Рейд», предназначенной для обнаружения воздушных, надводных и береговых целей, а также для выдачи целеуказания артиллерийскому оружию; гидролокатором для поиска подводных целей; РЛС управления огнём МР-123 «Вымпел».
Вооружение включало в себя 76-мм артиллерийскую установку АК-176, смонтированную на баке прямо перед надстройкой, 30-мм шестиствольный автомат АК-630М в корме. Противолодочное вооружение было представлено двумя 406-мм торпедными аппаратами и шестью глубинными бомбами. Экипаж состоял из 5 офицеров и 19 старшин и матросов.

## Служба
Всего на Феодосийском судостроительном заводе было построено 12 катеров данного типа. На экспорт проект 133 не поставлялся. На данный момент все катера данного типа исключены из пограничных сил России и Украины.
| Список пограничных катеров типа «Антарес» | Список пограничных катеров типа «Антарес» | Список пограничных катеров типа «Антарес» | Список пограничных катеров типа «Антарес» | Список пограничных катеров типа «Антарес» | Список пограничных катеров типа «Антарес» |
| №                                         | Наименование                              | Судостроительный завод                    | Бригада                                   | Год вступления в строй                    | Примечания |
| ----------------------------------------- | ----------------------------------------- | ----------------------------------------- | ----------------------------------------- | ----------------------------------------- | --- |
| 1                                         | ПСКА-100                                  | Феодосийское ПО «Море»                    | 6 ОБрПСКР (Каспийск)                      | 1979                                      | |
| 2                                         | ПСКА-101                                  | Феодосийское ПО «Море»                    | 6 ОБрПСКР (Каспийск)                      | 1980                                      | Имя собственное «Дельфин». |
| 3                                         | ПСКА-102                                  | Феодосийское ПО «Море»                    | 6 ОБрПСКР (Каспийск)                      | 1980                                      | Имя собственное «Очамчира». |
| 4                                         | ПСКА-103                                  | Феодосийское ПО «Море»                    | 5 ОБрПСКР (Балаклава)                     | 1983                                      | В апреле 1994 года реквизирован Украиной, 05.07.1994 исключён из состава Погранвойск РФ, введён в 1994 в состав Госкомграницы Украины, исключён летом 1996 и разобран на слом в Балаклаве.          |
| 5                                         | ПСКА-104                                  | Феодосийское ПО «Море»                    | 3 ОБрПСКР (Балтийск)                      | ?                                         | |
| 6                                         | ПСКА-105                                  | Феодосийское ПО «Море»                    | 5 ОБрПСКР (Балаклава)                     | 1985                                      | С 1999 года BG-54, в апреле 1994 реквизирован Украиной, 05.07.1994 исключён из состава Погранвойск РФ, введён в 1994 в состав Госкомграницы Украины, исключён в 2000, разоружён и разобран на слом. |
| 7                                         | ПСКА-106                                  | Феодосийское ПО «Море»                    | 3 ОБрПСКР (Балтийск)                      | 1987                                      | Перед переходом на Балтику, полгода нёс службу в 6 ОБрПСКР. |
| 8                                         | ПСКА-107                                  | Феодосийское ПО «Море»                    | 3 ОБрПСКР (Балтийск)                      | 1988                                      | |
| 9                                         | ПСКА-108                                  | Феодосийское ПО «Море»                    | 3 ОБрПСКР (Балтийск)                      | 1990                                      | С 1999 года BG-53, в апреле 1994 реквизирован Украиной, 05.07.1994 исключён из состава Погранвойск РФ, введён в 1994 в состав Госкомграницы Украины, исключён в 2000, разоружён и разобран на слом. |
| 10                                        | ПСКА-109                                  | Феодосийское ПО «Море»                    | 21 ОБрПСКР (Новороссийск)                 | 1991                                      | В 2009 году списан вместе с ПСКА-110. |
| 11                                        | ПСКА-110                                  | Феодосийское ПО «Море»                    | 21 ОБрПСКР (Новороссийск)                 | 1982                                      | Имя собственное «Туапсе». В 2009 году списан вместе с ПСКА-109. |
| 12                                        | ПСКА-115                                  | Феодосийское ПО «Море»                    | 5 ОБрПСКР (Балаклава)                     | 1994                                      | Достраивался для Украины. Введён в 1994 в состав Госкомграницы Украины. С 1995 «Галичина», с 1999 BG-55. В 2010 году списан.                                                                        |

## Модернизированный проект
В 2015 году на седьмом Международном военно-морском салоне (МВМС-2015) в Санкт-Петербурге ЦКБ по СПК им. Р. Е. Алексеева продемонстрировало инициативный проект модернизированного быстроходного ракетно-артиллерийского катера на подводных крыльях проекта 133РА «Антарес РА». В конструкции предлагается использовать элементы технологии «Стелс», существенно модернизировать корпус и оборудование. В состав вооружения может входить ракетное вооружение. Катер должен развивать скорость в 40 узлов даже при 5-балльном шторме.

## Интересные факты
- Корабль этого типа принял участие в съемках фильма Проект «Альфа».